# Béla Tardos

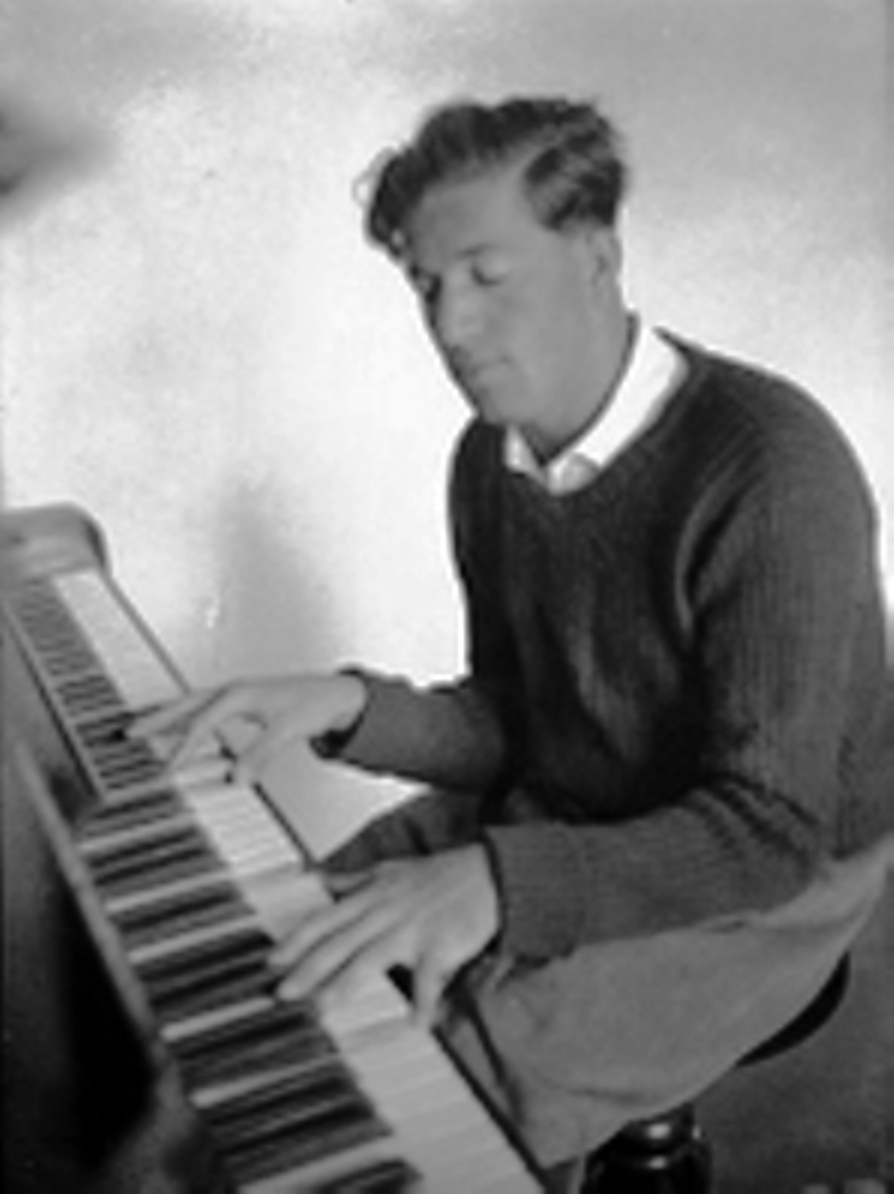
Béla Tardos

Béla Tardos [ˈbeːlɒ ˈtɒrdoʃ] (* 21. Juni 1910 in Budapest; † 18. November 1966 ebenda) war ein ungarischer Komponist.
Tardos war Schüler von Béla Bartók. Er leitete seit 1955 den staatlichen Musikverlag in Budapest. 
Neben einer Oper (Laura, 1958) komponierte er eine Sinfonie, eine Orchestersuite, eine Ouvertüre, ein Violin- und ein Klavierkonzert, eine Fantasie für Klavier und Orchester, kammermusikalische Werke, Kantaten, Lieder, Schauspiel- und Filmmusiken.
| Personendaten    | Personendaten         |
| ---------------- | --------------------- |
| NAME             | Tardos, Béla          |
| KURZBESCHREIBUNG | ungarischer Komponist |
| GEBURTSDATUM     | 21. Juni 1910         |
| GEBURTSORT       | Budapest              |
| STERBEDATUM      | 18. November 1966     |
| STERBEORT        | Budapest              |